# Gyula Madarász

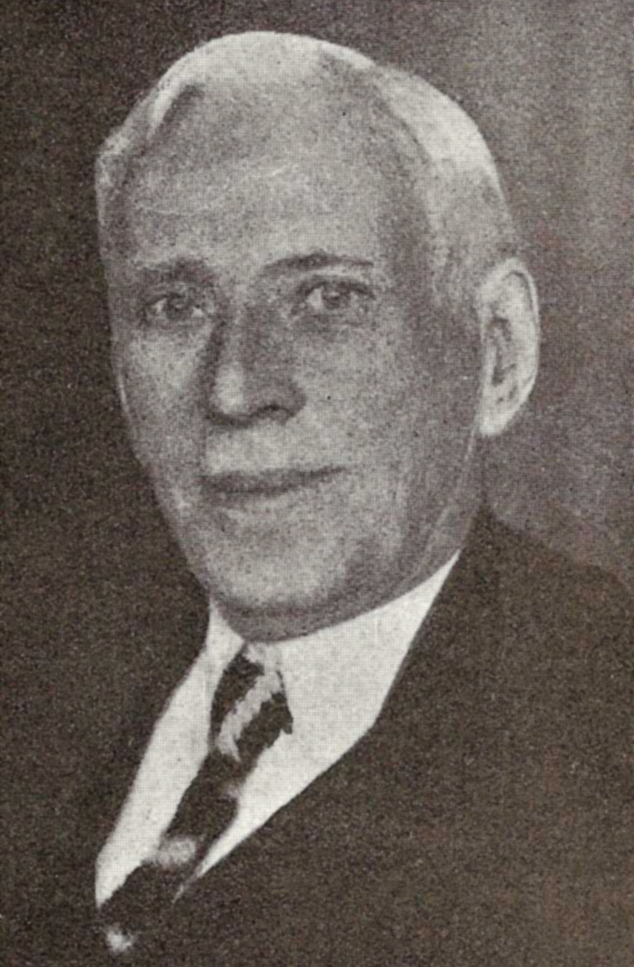
Gyula Madarász

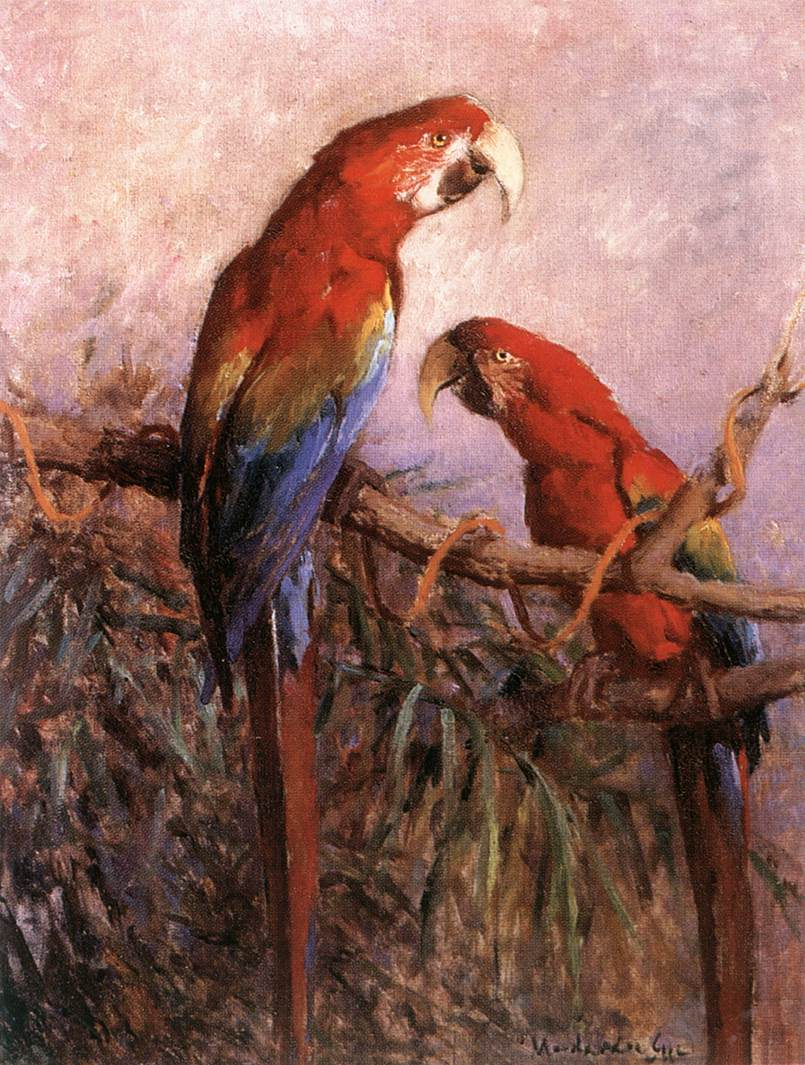
Gyula Madarász: Papageien

Gyula Madarász (* 3. Mai 1858 in Budapest; † 29. Dezember 1931 in Budapest) oder auch Julius von Madarász war ein ungarischer Ornithologe und Maler. Er leitete die ornithologische Abteilung des Ungarischen Nationalmuseums.

## Lebenslauf
Gyula Madarász stammte aus einer wohlhabenden Familie des Kleinadels. Er nutzte die finanzielle Unabhängigkeit, um sich voll der Ornithologie widmen zu können. Er studierte an der Universität von Budapest zunächst Medizin und dann Zoologie. Er promovierte über ein ornithologisches Thema.
Er wurde im Jahr 1879 Mitarbeiter des Ungarischen Nationalmuseums, in dem er bis zu seiner Pensionierung im Jahr 1915 tätig war, zuletzt als Direktor der Ornithologischen Abteilung.

## Ornithologische Arbeiten
1881 erstellte er die Namensliste der Vögel von Ungarn. Zwischen 1884 und 1888 gab er die deutschsprachige Zeitschrift für die gesamte Ornithologie  heraus. 1894–1903 erschien sein Hauptwerk Magyarország madarai (Die Vögel Ungarns), ein reich bebilderter Klassiker der Ornithologie, der viele Jahre als Bestimmungsbuch zum Einsatz kam.
Er unternahm zahlreiche Erkundungs- und Sammlungsreisen durch Ungarn und die umgebenden Länder. 1895–1896 sammelte er auf einer Expedition nach Ceylon 125 Arten, auf einer zweiten Expedition 1911 reiste er durch den Sudan und zum Blauen Nil, musste die Reise aber vorzeitig wegen einer Malariaerkrankung abbrechen.

## Wirken als Maler

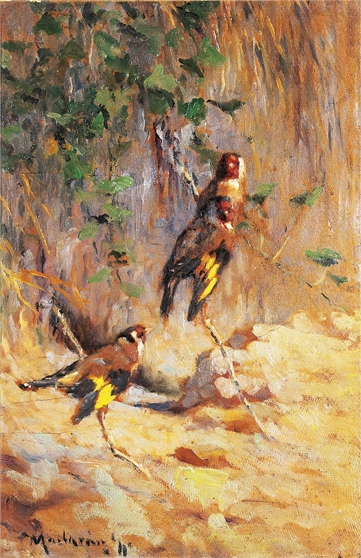
Gyula Madarász: Vögel (1931)

Seine künstlerische Ausbildung erhielt er von Antal Ligeti.
Die Darstellungen von Landschaften und hauptsächlich Vögeln ernteten internationale Anerkennung. Seine ornithologischen Werke illustrierte er grundsätzlich selbst.

## Dedikationsnamen
Zu Ehren von Gyula Madarász wurde eine Papageienart aus der Gattung Bindensittiche (Psitacella) nach ihm benannt: der Madaraszpapagei (Psittacella madaraszi). Victor von Tschusi zu Schmidhoffen widmete ihm 1911 eine Grünfinkunterart (Chloris chloris madaraszi), Anton Reichenow 1902 eine Weißwangenlerchenunterart (Eremopterix leucotis madaraszi), Lionel Walter Rothschild, 2. Baron Rothschild und Ernst Hartert 1903 eine Waldgudilangunterart (Colluricincla megarhyncha madaraszi) und ebenfalls 1903 eine Ockerbrust-Honigfresserunterart (Xanthotis flaviventer madaraszi).
In weiteren Synonymen, wie Corvus coronoides madaraszi Stresemann, 1916 für die Dickschnabelkräheunterart (Corvus macrorhynchos culminatus Sykes, 1832), Galerida cristata madaraszi Herman, 1903 für die Haubenlerchenunterart (Galerida cristata meridionalis Brehm, CL, 1841), Chaetura madaraszi Keve, 1959 für die Fledermausseglerunterart (Neafrapus boehmi sheppardi (Roberts, 1922)), Serinus madaraszi Reichenow 1902 für die Nominatform des Mosambikgirlitz (Crithagra mozambica (Statius Muller, 1776)) und Oriolus flavocinctus madaraszi Mathews, 1912 für die Nominatform des Mangrovepirols (Oriolus flavocinctus (King, PP, 1826)), wurde Madarász geehrt.

## Werke (Auswahl)
- Über einige neue und seltene Vögel aus Neuguinea. In: Ornithologische Monatsberichte. Band 8, Nr. 1, 1900, S. 1–4 (biodiversitylibrary.org).
- Beschreibung einer neuen Pitta von Mittel-Afrika Pitta reichenowi n. sp. In: Ornithologische Monatsberichte. Band 9, Nr. 9, 1901, S. 133 (biodiversitylibrary.org).
- Description of some new birds from Venezuela. In: Annales historico-naturales Musei nationalis hungarici. Band 1, 1903, S. 462–464 (online [PDF; 330 kB; abgerufen am 16. Februar 2013]).
- Drei neue palearktische Vogelarten. In: Annales historico-naturales Musei nationalis hungarici. Band 1, 1903, S. 559–560 (online [PDF; 150 kB; abgerufen am 16. Februar 2013]).
- Über neue Formen von Halcyon smyrnensis und Alcedo ispida. In: Annales historico-naturales Musei nationalis hungarici. Band 2, 1904, S. 85–86 (online [PDF; 150 kB; abgerufen am 16. Februar 2013]).
- Neue Vogelarten aus Venezuela. In: Annales historico-naturales Musei nationalis hungarici. Band 2, 1904, S. 115–116 (online [PDF; 381 kB; abgerufen am 16. Februar 2013]).
- Zur Ornis Deutsch-Ostafrikas. In: Annales historico-naturales Musei nationalis hungarici. Band 2, 1904, S. 203–206 (online [PDF; 254 kB; abgerufen am 16. Februar 2013]).
- An extraordinary discovery in ornithology. In: Annales historico-naturales Musei nationalis hungarici. Band 2, 1904, S. 400–402 (online [PDF; 457 kB; abgerufen am 16. Februar 2013]).
- Über die Vögel Cyperns. In: Annales historico-naturales Musei nationalis hungarici. Band 2, 1904, S. 499–561 (online [PDF; 3,7 MB; abgerufen am 16. Februar 2013]).
- Spiloptila reichenowi  n. sp. In: Ornithologische Monatsberichte. Band 12, Nr. 11, 1904, S. 179 (biodiversitylibrary.org).
- Über eine neue Bradypterus-Art. In: Annales historico-naturales Musei nationalis hungarici. Band 3, 1905, S. 401–402 (online [PDF; 142 kB; abgerufen am 16. Februar 2013]).
- Contribution to the Mongolian Ornis with description of some new species. In: Annales historico-naturales Musei nationalis hungarici. Band 7, 1909, S. 175–178 (online [PDF; 254 kB; abgerufen am 16. Februar 2013]).
- Adatok a vadludak természetrajzához. In: Annales historico-naturales Musei nationalis hungarici. Band 7, 1909, S. 302–306 (online [PDF; 357 kB; abgerufen am 16. Februar 2013]).
- Über eine neue Taube aus Neu-Guinea. In: Annales historico-naturales Musei nationalis hungarici. Band 8, 1910, S. 172–174 (online [PDF; 200 kB; abgerufen am 16. Februar 2013]).
- Neue Vögel aus Ostafrika. In: Archivum Zoologicum. Band 1, Nr. 11, 1910, S. 175–178.
- Neue Vögel aus Afrika. In: Annales historico-naturales Musei nationalis hungarici. Band 9, 1911, S. 339–342 (online [PDF; 261 kB; abgerufen am 16. Februar 2013]).
- Über Thalurania venusta (Gould) und Colibri cabanidis (Heine) als selbständige Formen. In: Annales historico-naturales Musei nationalis hungarici. Band 9, 1911, S. 357 (online [PDF; 104 kB; abgerufen am 16. Februar 2013]).
- Description of some new birds from Ceylon. In: Annales historico-naturales Musei nationalis hungarici. Band 9, 1911, S. 420–422 (online [PDF; 152 kB; abgerufen am 16. Februar 2013]).
- zusammen mit Oscar Neumann: Eine neue Sarothrura von Deutsch-Ost-Afrika. In: Ornithologische Monatsberichte. Band 19, Nr. 11, 1911, S. 186 (online [abgerufen am 16. Februar 2013]).
- zusammen mit Carl Eduard Hellmayr: Description of a new Formicarian-bird from Columbia. In: Annales historico-naturales Musei nationalis hungarici. Band 12, 1914, S. 88 (online [PDF; 86 kB; abgerufen am 16. Februar 2013]).
- A contribution to the ornithology of the Eastern Sudan. In: Annales historico-naturales Musei nationalis hungarici. Band 12, 1914, S. 558–604 (online [PDF; 2,5 MB; abgerufen am 16. Februar 2013]).
- A contribution to the ornithology of the Danakil-Land. In: Annales historico-naturales Musei nationalis hungarici. Band 13, 1915, S. 277–300 (online [PDF; 1000 kB; abgerufen am 16. Februar 2013]).
- Neue Vogelarten aus Afrika. In: Annales historico-naturales Musei nationalis hungarici. Band 13, 1915, S. 393–395 (online [PDF; 325 kB; abgerufen am 16. Februar 2013]).